# Aspidochelone

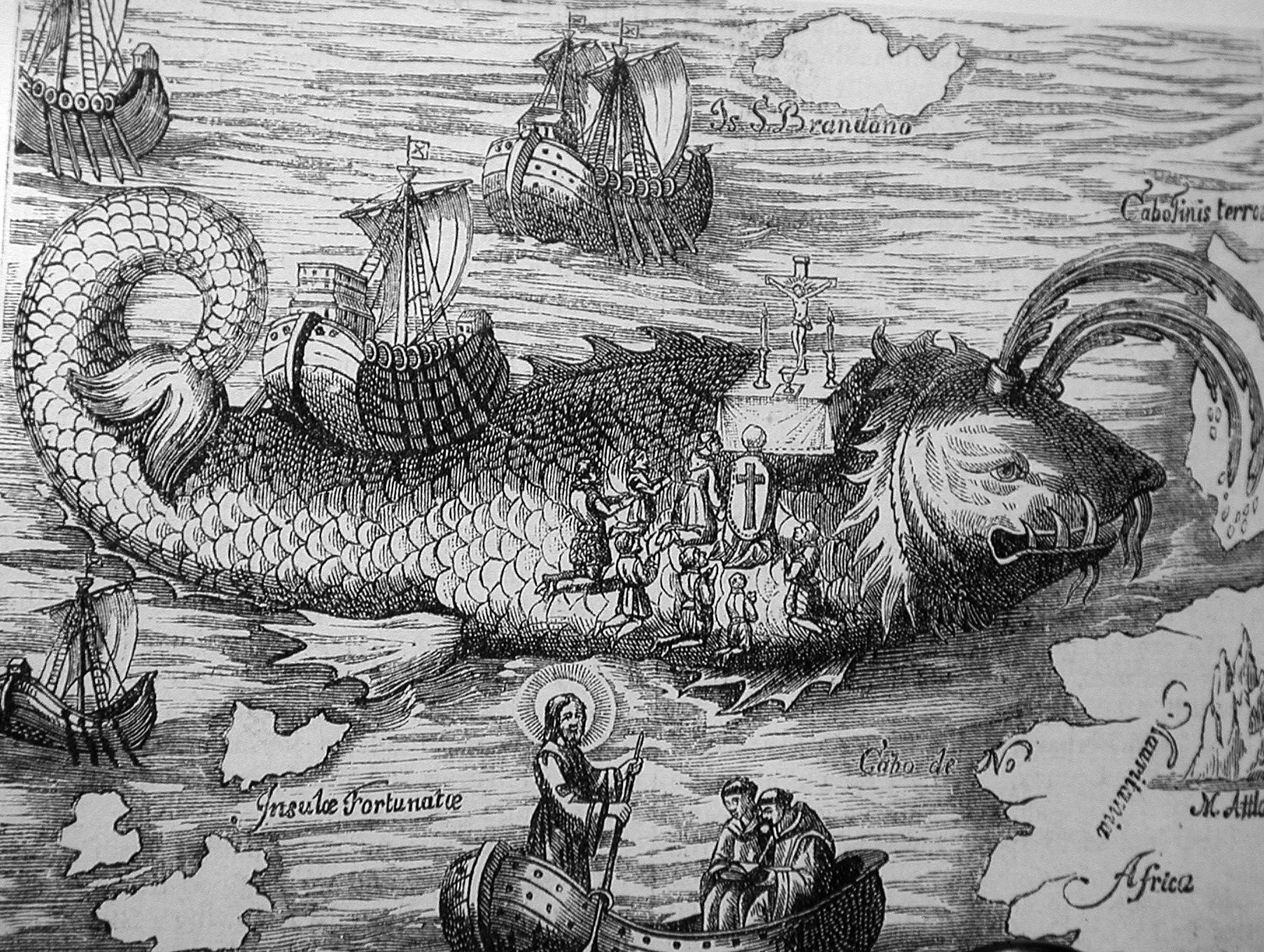
L'equipaggio di San Brendano "sbarca" sulla balena-isola

La balena-isola, nota anche come zaratan o aspidochelone (composto dalle parole greche aspis "serpente" o "scudo", e chelone "tartaruga"), è un leggendario mostro marino, con la forma di un'enorme balena o tartaruga. È caratterizzato da dimensioni tali che i marinai che navigano nelle sue vicinanze possono scambiarlo per un'isola, e sbarcarvi sopra; inoltre, se rimane a lungo a fior d'acqua, il suo dorso può coprirsi di vegetazione, arrivando a sviluppare nel corso del tempo persino una foresta.

## Origini
Il mito di un mostro marino grande come un'isola, e che poteva essere scambiato per tale dai naviganti, risale almeno alla mitologia norrena (la Saga di Oddr l'arciere e il Konungs skuggsjá) e accomuna Zaratan ad altri mostri marini celebri, in particolare il Kraken. Il Kraken tuttavia non viene in genere rappresentato come un pesce, ma come una piovra o un granchio.
Plinio il Vecchio nella Naturalis historia racconta la storia di un pesce gigante, che chiama pristis, sul quale sbarcano dei marinai, che si accorgono della vera natura dell'animale quando esso si immerge. L'allegoria della balena-isola si ritrova anche in sant'Isidoro di Siviglia nelle Etymologiae.

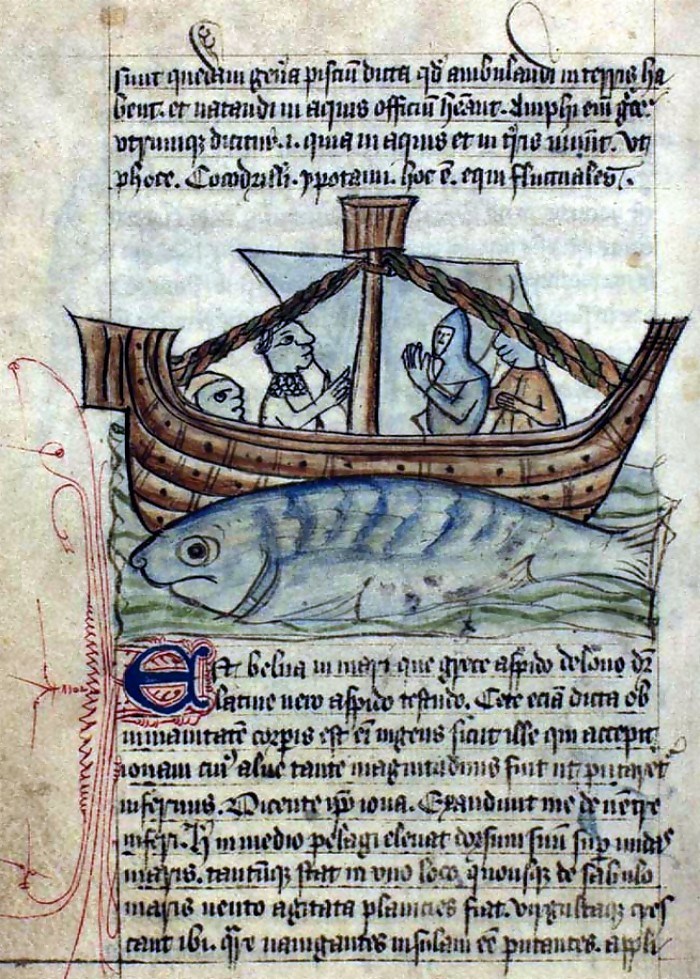
Illustrazione della balena-isola su un bestiario dell'inizio XV secolo conservato alla Danish Royal Library.

Una balena-isola compare nei racconti di Sindbad il marinaio, durante il suo primo viaggio. All'incirca alla stessa epoca, ovvero al IX secolo, risale il primo riferimento a questo mostro in un'opera non di fantasia. Al-Jahiz, zoologo arabo, annotava nel proprio Libro degli animali:
Il racconto di Al-Jahziz si ritrova in numerose altre fonti successive. Un episodio praticamente identico viene raccontato dal cosmografo persiano Zakariyya al-Qazwini nel XIII secolo nella sua opera Le meraviglie delle creazione; in questo caso, tuttavia, il mostro è indubbiamente una tartaruga.
L'episodio entrò anche a far parte del mito irlandese di San Brendano, narrato nella Navigatio sancti Brendani. Ludovico Ariosto riutilizzò l'idea nell'Orlando furioso. Numerose altre fonti citano episodi di questo tipo; per esempio, la Storia dei popoli settentrionali (Historia de gentibus septentrionalibus) di Olao Magno (1555), Il Fisiologo, il Bestiario d'amore e il Baldus di Teofilo Folengo (libri XVIII-XX).
Attorno alla figura di Zaratan come balena gigantesca si svilupparono alcuni dei temi che Herman Melville avrebbe in seguito ripreso nel suo Moby Dick. Più recente è la menzione di Zaratan-tartaruga da parte di Peter Prescott, nel saggio Incontri con la cultura americana. Anche Jorge Luis Borges ha incluso lo Zaratan nel suo Manuale di zoologia fantastica.

## Il mito nella cultura di massa
- Questo tipo di creatura si ritrova ad esempio nel film di Terry Gilliam Le avventure del barone di Munchausen, dove è rappresentato come un titanico mostro simile a uno scorfano e dotato di sfiatatoio come una balena; prima di venire ingoiati, il Barone e i suoi compagni lo scambiano per un'isola vulcanica.
- Creatura simile appare anche in Sinbad - La leggenda dei sette mari della DreamWorks, dove l'isola su cui approdano Sinbad e il suo equipaggio non è altro che una sorta di pesce abissale simile al pesce lanterna.
- Nel Pinocchio di Guillermo del Toro il Terribile Pesce-cane si ispira al mostro-isola quando dorme e la parte del suo corpo esposta al di sopra dell'acqua viene scambiata per un isolotto finché non si sveglia per inghiottire Pinocchio e Spazzatura.
- Una variante del tema tradizionale del mostro-isola si trova nel film di fantascienza Guerre stellari - L'Impero colpisce ancora, in cui un'astronave (il Millennium Falcon) si insinua ed infine atterra in un tunnel di un asteroide, che risulta invece essere l'apparato digerente di un gigantesco mostro spaziale.